# Isochromodes punctata
Isochromodes punctata är en fjärilsart som beskrevs av W. Warren 1901. Isochromodes punctata ingår i släktet Isochromodes och familjen mätare. Inga underarter finns listade i Catalogue of Life.